# Radcliffe FC
Radcliffe FC, tidigare kallad Radcliffe Borough FC, är en engelsk fotbollsklubb i Radcliffe, grundad den 24 maj 1949. Klubbens smeknamn är The Boro, The Cliff och The Blues.
Klubben spelar sedan säsongen 2019/2020 i Northern Premier League Premier Division.